# Come September
Come September (prt: Idílio em Setembro; bra: Quando Setembro Vier) é um filme norte-americano de comédia romântica de 1961, dirigido por Robert Mulligan e estrelado por Rock Hudson, Gina Lollobrigida, Sandra Dee e Bobby Darin.

## Sinopse
Um milionário americano sem aviso retorna à Itália, e descobre que sua vila foi transformada em um hotel de verão pelo caseiro.

## Elenco
- Rock Hudson como Robert L. Talbot
- Gina Lollobrigida como Lisa Helena Fellini
- Sandra Dee como Sandy Stevens
- Bobby Darin como Tony
- Walter Slezak como Maurice Clavell
- Brenda De Banzie como Margaret Allison
- Rosanna Rory como Anna
- Ronald Howard como Spencer
- Joel Grey como Beagle
- Ronnie Haran como Sparrow
- Chris Seitz como Larry
- Cindy Conroy como Julia
- Joan Freeman como Linda
- Nancy Anderson como Patricia
- Michael Eden como Ron
- Claudia Brack como Carol